# MIT Senseable City Lab
Le MIT Senseable City Lab (en français : Laboratoire de la ville sensible du MIT) est un laboratoire de recherche interdisciplinaire fondé en 2004 au Massachusetts Institute of Technology (MIT) à Cambridge, dans le Massachusetts, aux États-Unis. Dirigé par l’architecte et ingénieur Carlo Ratti, il explore l’interface entre les technologies numériques, les habitants et les environnements urbains, avec pour objectif d’anticiper les transformations des villes et de proposer des solutions innovantes pour améliorer la qualité de vie.

## Historique
Le laboratoire est créé en 2004 au sein du Département d’urbanisme et de planification du MIT, en collaboration avec le MIT Media Lab. Sous la direction de Carlo Ratti, il adopte une approche multidisciplinaire, intégrant des domaines comme l’urbanisme, l’architecture, l’informatique, l’ingénierie et les sciences sociales. En 2010, il ouvre une antenne à Singapour dans le cadre de l’initiative SMART (Singapore-MIT Alliance for Research and Technology), axée sur la mobilité urbaine du futur.

## Activités et recherches
Le MIT Senseable City Lab étudie comment les technologies numériques, telles que les capteurs, les réseaux de télécommunication et les données massives (big data), transforment la compréhension et la conception des villes. Parmi ses projets notables figurent :
- Treepedia : une plateforme utilisant des images de Google Street View pour cartographier et analyser la couverture arborée des grandes villes, visant à sensibiliser à l’importance des arbres urbains.
- Roboats : un projet de bateaux autonomes testés à Amsterdam, en partenariat avec l’Amsterdam Institute for Advanced Metropolitan Solutions, pour repenser la mobilité sur les canaux.
- Bulles spatiales : une proposition de géo-ingénierie en 2022, consistant à déployer des structures gonflables en orbite pour dévier le rayonnement solaire et atténuer le réchauffement climatique[2].

Le laboratoire collabore avec des villes comme Copenhague, Londres, Singapour et Amsterdam, ainsi qu’avec des entreprises telles que General Electric et Audi. Ses travaux sont régulièrement exposés dans des lieux prestigieux, comme la Biennale de Venise ou le Museum of Modern Art (MoMA) à New York.

## Objectifs
Le Senseable City Lab cherche à développer des outils et des applications qui permettent aux citoyens de mieux interagir avec leur environnement urbain. Il met l’accent sur une vision "sensible" des villes, où la technologie est au service des habitants plutôt que d’une simple automatisation, distinguant ainsi le concept de "ville sensible" (senseable city) de celui de "ville intelligente" (smart city).